# Francisco Montero
Francisco Mantero é uma aldeia de São Tomé e Príncipe, localiza-se no Distrito de Cantagalo, ilha de São Tomé, próxima às localidades de Budo Budo, de Mestre António, de Santo Santo António e de Quimpo.